# Smittia schmoelzerella
Smittia schmoelzerella är en tvåvingeart som först beskrevs av Maurice Emile Marie Goetghebuer 1950.  Smittia schmoelzerella ingår i släktet Smittia och familjen fjädermyggor. Inga underarter finns listade i Catalogue of Life.